# Gränjåstjärnen
Gränjåstjärnen är en sjö i Älvdalens kommun i Dalarna och ingår i Dalälvens huvudavrinningsområde. Sjön har en area på 0,0741 kvadratkilometer och ligger 672,2 meter över havet.

## Delavrinningsområde
Gränjåstjärnen ingår i det delavrinningsområde (687223-134330) som SMHI kallar för Inloppet i Burusjön. Medelhöjden är 809 meter över havet och ytan är 22,33 kvadratkilometer. Det finns inga avrinningsområden uppströms utan avrinningsområdet är högsta punkten. Buran som avvattnar avrinningsområdet har biflödesordning 3, vilket innebär att vattnet flödar genom totalt 3 vattendrag innan det når havet efter 496 kilometer. Avrinningsområdet består mestadels av skog (53 procent) och kalfjäll (33 procent). Avrinningsområdet har 0,07 kvadratkilometer vattenytor vilket ger det en sjöprocent på 0,3 procent.